# Luigi Geremia
Luigi Geremia (Padova, 25 agosto 1904 – ...) è stato un calciatore italiano, di ruolo attaccante.

## Carriera
Gioca con il Padova nella Divisione Nazionale (l'allora massima serie) nelle stagioni 1926-1927 e 1927-1928 disputando in totale sette partite. Debutta il 2 gennaio 1927 nella partita Doria-Padova (1-0). Gioca la sua ultima partita con i biancoscudati il 25 dicembre 1927 in Padova-Lazio (2-0).
Successivamente militò nel Bassano.